# Alter Motor Car Company
Die Alter Motor Car Company war ein kurzlebiger, US-amerikanischer Automobil- und Nutzfahrzeughersteller. Der Markenname war Alter sowie 1917 auch A-C.

## Vorgeschichte
Das Unternehmen war bereits Anfang 1912 in Cincinnati (Ohio) als Cincinnati Motor Manufacturing Company gegründet worden und stellte dort möglicherweise ab 1914 leichte Nutzfahrzeuge der Marke Alter her.

## Alter Motor Car Company
Das mit nur US$ 10.000.- kapitalisierte und abseits der großen Zulieferer domizilierte Unternehmen erfuhr im April 1914 eine radikale Reorganisation. Dazu gehörten ein neuer Name, ein neuer Vorstand, ein neuer Standort, eine Ausweitung des Angebots und eine massive Kapitalspritze. Verantwortlich waren nun als Präsident Guy Hamilton, als Vizepräsident und wahrscheinlicher Hauptkapitalgeber C.A. Alter und als Sekretär und Geschäftsführer R.A. Skinner. Das Aktienkapital wurde aufgestockt auf US$ 75.000.-. Hamilton hatte von 1911 bis 1913 die Gaylord Motor Car Company in Gaylord (Michigan) geleitet, die von 1911 bis 1913 Personenwagen und Nutzfahrzeuge hergestellt hatte.
In Plymouth (Michigan) wurde ein zweistöckiger Neubau errichtet, der bereits 1915 bezogen wurde.  Hier wurden nun auch Personenwagen gebaut. Sie waren konventionell konstruierte Mittelklasse-Fahrzeuge, die zunächst in zwei Baureihen als Vierzylinder Modell C (anfangs auch 4-27 genannt) und Sechszylinder Modell F (6-40) lieferbar waren.  Wie auch die Nutzfahrzeuge, waren auch sie Assembled vehicles, d. h., sie wurden aus Komponenten montiert, die auf dem Markt frei erhältlich waren. Die Produktion lief noch 1915 an. Der Kunde hatte die Wahl zwischen Roadster und Touring mit Vierzylindermotor zu je US 600.- und einem Sechszylinder-Touring zu US$ 850.-.
Ab dem Modelljahr 1916 wurden ausschließlich Touring-Modelle angeboten. Modell C kostete nun US$ 685.-. Es gab Überlegungen, ein Modell mit V8-Motor einzuführen, wie er etwa von Northway für Cadillac oder Herschell-Spillman für Oakland oder Daniels hergestellt wurde. Es blieb bei entsprechenden Plänen. Zudem erfolgte ein Umzug in ein wohl preiswerteres, einstöckiges Gebäude in Grand Haven (Michigan). Für das Modelljahr 1917 wurde aber doch noch eine dritte Baureihe angekündigt. Dabei handelte es sich nicht um ein neues Topmodell, sondern ein kleineres unterhalb dem Modell C. Modell E kostete US$ 675.-. Etwa zur gleichen Zeit senkte Ford den Preis des stärker motorisierten T Touring von US$ 440.-- auf US$ 360.-.
Leider ist das hauptsächliche Tätigkeitsgebiet des Unternehmens, die Herstellung von Nutzfahrzeugen, nicht so gut dokumentiert. So ist unklar, welche Alter-Lkw bereits beim Vorgängerunternehmen hergestellt worden sind.

## Personenwagen

### Markt

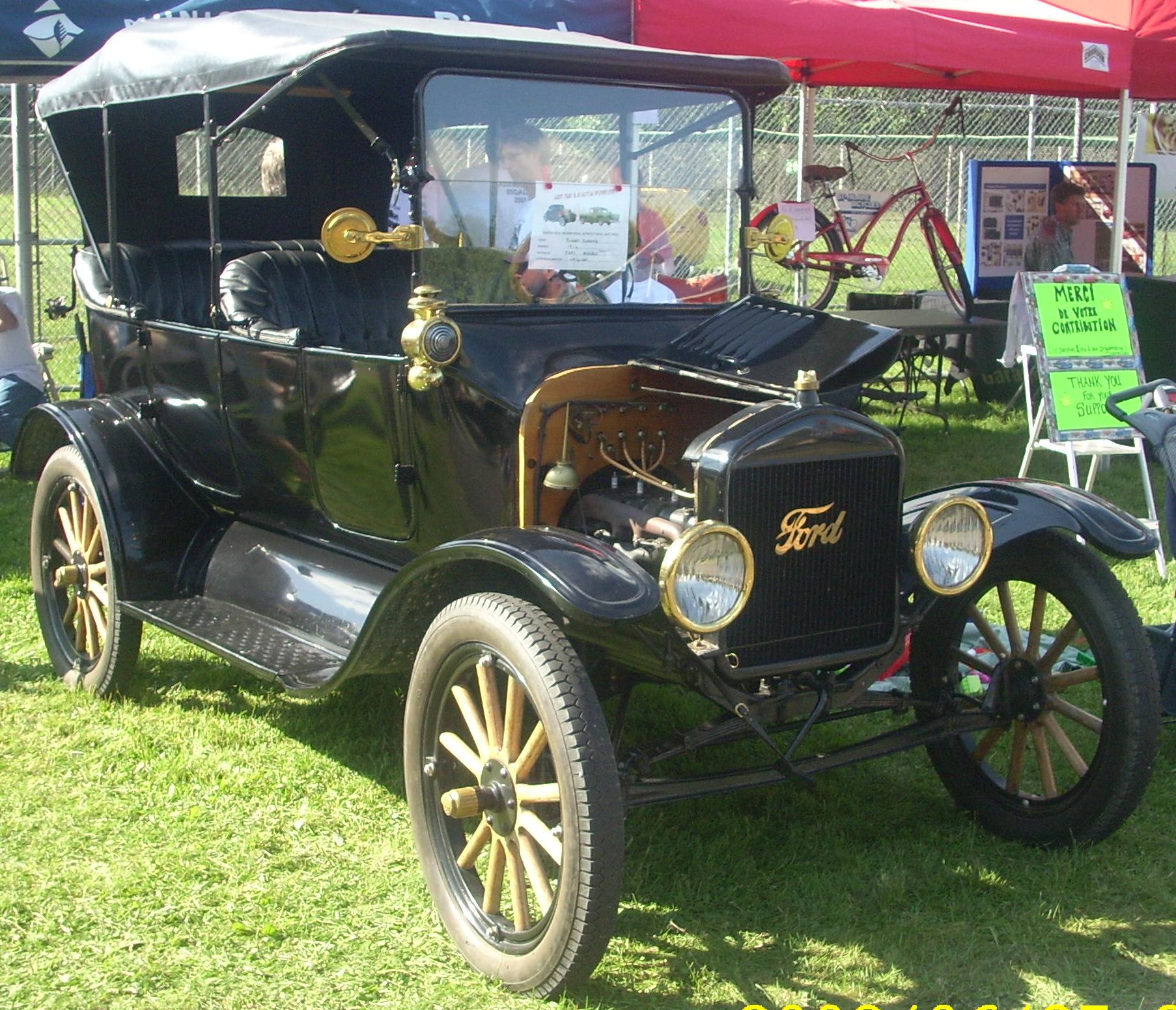
Ford Modell T Touring (1916)

Der Automobilmarkt wurde zunehmend vom Ford Modell T beherrscht, das 1915 für US$ 440.- als Roadster und US$ 490 als Touring angeboten wurde. Der Vierzylinder war robust und sehr zuverlässig.
Eher regional tätige Automobilhersteller waren in den Jahren vor 1930 keine Seltenheit; vielen der kleinen Produzenten fehlten die finanziellen Mittel um eine nationale oder gar internationale Verkaufsorganisation aufzubauen und zu unterhalten. Zu diesen gehörte auch die Alter Motor Car Co., die mit ihrem Jahresausstoß im dreistelligen Bereich überdies knapp an der Rentabilitätsgrenze produziert haben dürfte. Solche Hersteller konnten auf Dauer dem Preisdruck nicht standhalten, den Ford mit seinem gleichzeitig verbesserten und preiswerter angebotenen Modell T aufbaute. Einen offiziellen Export dürfte es kaum gegeben haben, was auch erklärt, dass die Marke in Europa praktisch unbekannt geblieben ist.
Vor allem die kleinen Alter Modell C und E wurden in ein Marktsegment geworfen, indem sie chancenlos waren. Den Löwenanteil beanspruchte Ford, gefolgt von etablierten Marken wie Chevrolet, Essex oder Studebaker. Das Modell F war mit seinem stets gleich hoch gehaltenen Preis von US$ 850.- aber nicht viel besser dran, denn es gab auch in dieser Preisklasse starke Konkurrenz. Es ist umso unverständlicher, dass es Hamilton 1917 mit einem praktisch unveränderten Nachfolger des Modell C noch einmal versuchte. Der Hamilton A-14 kostete US$ 745.- und war wenige Monate nach seiner Einführung bereits wieder vom Markt verschwunden.
Hamilton organisierte kurz darauf ein neues Unternehmen, die Hamilton Motors Company, welche nur 1917 den Hamilton-Pkw (ein leicht abgeänderter Alter Modell C), von 1917 bis 1918 den Panhard-Lkw (mit den französischen Automobilen und Nutzfahrzeugen dieses Namens hatte dieser nichts zu tun) und 1919 bis 1921 den Apex-Lastwagen baute. Es besteht auch keine Verbindung zum Autobauer Apex Motor Corporation oder anderen Apex-Motorfahrzeugen.
Es wurden insgesamt etwa 1000 Personenwagen und eine unbekannte, eher größere Anzahl Nutzfahrzeuge gebaut.

### Technik
Die Motoren wurden von verschiedenen Zulieferern gekauft. Während unklar ist, woher der Vierzylinder des Modells C stammt, ist als Hersteller des kleineren Vierzylinders Modell E die LeRoi Company vermerkt. Für den Sechszylinder liegen abweichende Daten vor; Bohrung und Hub werden 1915 von einer Quelle mit 3⅛ × 4½ Zoll angegeben, woraus ein Hubraum von 207,1 Kubikzoll (3394 cm³) resultiert. Für 1917 werden eine Bohrung von 3 Zoll und ein Hub von 4¼ Zoll angegeben, was einen Hubraum von 180.325 c.i. (2955 cm³) ergibt. Wenn wir davon ausgehen, dass beide Quellen richtige Angaben liefern, dann muss 1917 ein anderer Motor als 1915 verwendet worden sein. Der Motor von 1917 wird von der gleichen Quelle als Falls identifiziert. Für 1916 wurden die Angaben von 1915 übernommen; denkbar ist aber auch, dass der Falls-Motor bereits in diesem Modelljahr Verwendung fand.
Die Steuer-PS nach N.A.C.C. betragen:
- Modell C (1915–1917): 22,5 PS[12][13]
- Modell F (1915–1916): 23,45 PS[12]
- Modell F (1917): 21,6 PS[13]
- Modell E (1917): 14,4 PS[13]

Der Radstand des Modell C wuchs 1916 von 106 Zoll (2692 mm) auf 108 Zoll (2743 mm). Der kurze Radstand erschien wieder mit dem Modell E; es ist nicht ausgeschlossen, dass der Hersteller hier noch vorhandene Chassis aufgebraucht hat.
Der Roadster war zweisitzig, alle Touring-Varianten fünfsitzig.

### Modellübersicht Personenwagen
| Modell        | Baujahr | Motorbauform, Ventilsteuerung | Hubraum                 | PS N.A.C.C. | Leistung        | Radstand          | Karosserie | Listenpreis |
| ------------- | ------- | ----------------------------- | ----------------------- | ----------- | --------------- | ----------------- | ---------- | ----------- |
| Modell C 4-27 | 1915    | R4, SV-Ventilsteuerung        | 187,8 cu in (3.077 cm³) | 22,5        | 22 PS (16,2 kW) | 106 in (2.692 mm) | Roadster   | 600 US$     |
| Modell C 4-27 | 1915    | R4, SV-Ventilsteuerung        | 187,8 cu in (3.077 cm³) | 22,5        | 22 PS (16,2 kW) | 106 in (2.692 mm) | Touring    | 600 US$     |
| Modell F 6-40 | 1915    | R6, SV-Ventilsteuerung        | 207,1 cu in (3.394 cm³) | 23,45       | 28 PS (20,6 kW) | 114 in (2.896 mm) | Touring    | 850 US$     |
| Modell C 4-27 | 1916    | R4, SV-Ventilsteuerung        | 187,8 cu in (3.077 cm³) | 22,5        | 22 PS (16,2 kW) | 108 in (2.743 mm) | Touring    | 685 US$     |
| Modell F 6-40 | 1916    | R6, SV-Ventilsteuerung        | 207,1 cu in (3.394 cm³) | 23,45       | 28 PS (20,6 kW) | 114 in (2.896 mm) | Touring    | 850 US$     |
| Modell E 4-30 | 1917    | R4, SV-Ventilsteuerung LeRoi  | 138,2 cu in (2.265 cm³) | 14,4        | 18 PS (13,2 kW) | 106 in (2.692 mm) | Touring    | 675 US$     |
| Modell C      | 1917    | R4, SV-Ventilsteuerung        | 187,8 cu in (3.077 cm³) | 22,5        | 22 PS (16,2 kW) | 108 in (2.743 mm) | Touring    | 735 US$     |
| Modell F      | 1917    | R6, SV-Ventilsteuerung Falls  | 180,3 cu in (2.955 cm³) | 21,6        | 28 PS (20,6 kW) | 114 in (2.896 mm) | Touring    | 850 US$     |

## Nutzfahrzeuge
Für 1915 sind drei leichte Nutzfahrzeuge belegt mit Nutzlasten zwischen 0,5 tn. sh. und 1800 lb (ca. 450 bis 800 kg). Das deutet darauf hin, dass ähnliche Fahrgestelle wie für die Personenwagen verwendet wurden.